# 145 (число)
145 (сто сорок пять) — натуральное число, расположенное между числами 144 и 146. Оно не является простым числом, а относительно последовательности простых чисел расположено между 137 и 149.

## Математика
145 — нечётное составное число, свободное от квадратов полупростое, недостаточное число, центрированное квадратное число и пятиугольное число, число Улама, число Прота, число Каннингема:
{\displaystyle 145=12^{2}+1,}
число Лейланда:
{\displaystyle 145=3^{4}+4^{3},}
третий из четырёх факторионов в десятичной системе счисления:
{\displaystyle 145=1!+4!+5!}
Число 145 — четвёртое число, представимое в виде суммы двух квадратов натуральных чисел двумя способами:
{\displaystyle 145=12^{2}+1^{2}=8^{2}+9^{2}.}
Число 145 не представимо в виде суммы трёх шестиугольных чисел. На февраль 2007 года известно 638 чисел, не представимых в виде суммы трёх шестиугольных чисел, последнее из которых — 146 858; предполагается, что множество таких чисел конечно.
В S6 существует 145 корней пятой степени из тождественной перестановки.
Число 145 является одним из 29 чисел в теореме 290, утверждающей, что, если квадратичная форма с целыми коэффициентами представляет 29 заданных чисел, то она представляет все положительные целые числа.

## Другие области
- 145 день в году — 25 мая (в високосный год — 24 мая)
- 145 год.
- 145 год до н. э.
- (145) Адеона — астероид главного пояса.
- 145 место в мире занимает Македония по численности населения.
- NGC 145 — галактика в созвездии Кит.